# Apuania
Il toponimo Apuania indica una parte del territorio della Toscana comprendente i bacini idrografici della catena delle Alpi Apuane. Le montagne, già "lapicidines" lunensi, furono nelle pubblicazioni storico-geografiche di Emanuele Repetti comunemente chiamate "Apuane". Fino alla metà del XIX secolo vennero chiamate anche montagne di Carrara e/o Panie. In epoca pre-romana il territorio delle montagne lunensi era abitato dai Liguri Apuani. L'attuale popolazione, dal punto di vista linguistico-culturale, possiede caratteristiche che la differenziano, più o meno nettamente a seconda delle varie zone, dagli usi e dalle parlate toscane del resto della regione. Il territorio cosiddetto "Apuano" coincide all'incirca con quello della provincia di Massa e Carrara, della Garfagnana e di parte della provincia della Spezia, la Versilia invece, pur trovandosi a ridosso delle montagne Apuane ed includendone una parte, non è da considerarsi Apuania, perché, sia storicamente che linguisticamente si differenzia da tali popolazioni, essendo da sempre territorio toscano.
Per un breve lasso di tempo, tra il 1938 e il 1946, la provincia di Massa e Carrara ha assunto la denominazione di Apuania, con sigla automobilistica AU. Denominazione questa che assunse anche il nuovo comune nato nel 1938 dalla fusione dei comuni di Massa, Carrara e Montignoso. All'interno dell'ampio territorio comunale fu creato (nello stesso anno, 1938, della formazione del comune unico) uno dei grandi poli industriali istituiti in Italia, nel periodo 1929-1941, dal regime fascista (Zone Industriali di: Fiume, Trieste-Monfalcone, Aurisina-Pola, Livorno, Ferrara, Roma, Apuania e Palermo). Il comune unico e la Zona Industriale Apuana furono istituzioni caldamente patrocinate dal carrarese Renato Ricci (Ministro dell'educazione nazionale, poi dal 1939 Ministro delle Corporazioni) e dal massese Osvaldo Sebastiani (Segretario particolare del Duce dal 1934 al 1941).

## Lo stemma

Lo stemma del comune di Apuania

Lo stemma del nuovo comune di Apuania venne creato dividendo lo scudo in tre parti uguali (interzato in palo): la prima recava il simbolo del comune di Carrara con la ruota d'oro in campo azzurro, al centro lo stemma del comune di Massa (una mazza d'armi in campo rosso) e nella terza quello di Montignoso (tre monti cimati da altrettante rose); nel capo una rappresentazione naturalistica delle Alpi Apuane con in primo piano tre ciminiere e fabbriche a simboleggiare la Z.I.A. (Zona Industriale Apuana), nata in quel periodo.
Lo scudo era timbrato dalla corona marchionale che fu preferita a quella ducale perché tale titolo era più antico.
Sotto lo stemma un cartiglio racchiude il motto latino del nuovo comune «Ex tribus una» ("Da tre una").
Tale stemma rimase pressoché inutilizzato a causa degli avvenimenti bellici che portarono prima alla caduta del fascismo e poi allo scioglimento del comune di Apuania ed alla ricostituzione dei vecchi comuni di Massa, Carrara e Montignoso.

## Il comune e la provincia di Apuania
Il comune unificato aveva una superficie territoriale di 181 km² e al censimento del 1936 la popolazione complessiva dei tre comuni era di 106.378 abitanti (Carrara 59.031, Massa 41.819, Montignoso 5.528). La popolazione totale della provincia era (censimento del 1936) di 204.377 abitanti.
La sede politico-amministrativa del comune coincideva con il centro allora più importante per numero di abitanti e per attività economiche, Carrara, mentre la sede municipale del podestà venne posta in un edificio fronteggiante il mare (con tipologia a "villa") costruito alla Partaccia (su progetto dell'architetto Ugo Prayer Galletti, direttore dal 1939 al 1945 dell'Accademia di Belle Arti di Carrara). La "villa" (utilizzata nel dopoguerra come ostello della gioventù) è alla foce del corso d'acqua Lavello, che, nella zona di pianura, fa da confine tra i "vecchi comuni" di Carrara e di Massa.
La targa automobilistica utilizzata per la nuova provincia di Apuania (già Massa e Carrara) era AU.
Nel 1946, al termine del secondo conflitto mondiale, fu deciso lo smembramento del comune di Apuania e il ripristino dei tre comuni preesistenti. La vecchia provincia, a seguito del Decreto Luogotenenziale che sancì lo scioglimento, non riacquistò però la vecchia denominazione di Massa e Carrara, bensì quella nuova di Massa-Carrara, e Massa fu designata capoluogo.
La Zona Industriale Apuana (istituita a fine 1938 con R.D.L. 24 luglio 1938 n. 1266, convertito nella Legge 5 gennaio 1939, n. 343, per alleviare la crisi, venuta a seguito di quella internazionale del 1929/34, che aveva duramente colpito l'allora fiorente industria del marmo) si trova, dopo lo scioglimento del comune unico, per due terzi nel ricostituito comune di Massa e per il restante terzo in quello di Carrara.

### Onorificenze
La provincia di Apuania è tra le istituzioni (vedere: Città decorate al Valor Militare per la Guerra di Liberazione) insignite della Medaglia d'Oro al Valor Militare per i sacrifici delle sue popolazioni e per la sua attività nella lotta partigiana durante la seconda guerra mondiale.